# Ralph Emonts
Ralph Emonts (* 10. Dezember 1967) ist ein ehemaliger belgischer Biathlet und heutiger Biathlontrainer.
Ralph Emonts bestritt seine ersten internationalen Rennen 2005 in Obertilliach im Europacup (dem späteren IBU-Cup). Sein erstes Einzel beendete er nicht, im Sprint wurde er 98. 2009 erreichte er als 62. bei einem Einzel in Ridnaun seine beste Platzierung in der Rennserie. 2006 nahm der Belgier in Langdorf an den Europameisterschaften teil. Bei seinen einzigen internationalen Meisterschaften kam er einzig im Einzel zum Einsatz und wurde 75. 2009 beendete er seine aktive Karriere.
Emonts ist als Juniorentrainer am Biathlonstützpunkt Ruhpolding tätig. Zwischenzeitlich betreute er auch das belgische IBU-Cup-Team und war Generalsekretär des belgischen Biathlonverbands.
Zusätzlich arbeitet er als freiberuflicher Finanzberater und Versicherungsmakler in Sauerlach.